# Trichomyrmex mayri
Trichomyrmex mayri (лат.) — вид мелких муравьёв рода Trichomyrmex, ранее известный под именем Monomorium mayri.

## Распространение
Северная Африка и Азия. Египет, Индия, Иран, Ирак, Израиль, Китай, Мали, Нигер, Оман, Катар, Саудовская Аравия, Шри-Ланка, Судан, Сирия, Таиланд, Тунис, ОАЭ, Йемен.

## Описание
Длина одноцветных коричневатых муравьёв около 3 мм. Задний край головы поперечно полосатый при виде сверху. Промезонотум в профиль почти плоский или слабовыпуклый. Дорзум проподеуа в профиль образует непрерывную кривую с проподеальным скатом. Поперечная скульптура спинки проподеума тонкая и плотная. Опушение мезосомы, петиоля, постпетиоля и брюшка короткие, слабо изогнутые. Усики 12-члениковые. Нижнечелюстные щупики 2-члениковые, нижнегубные щупики состоят из 2 сегментов. Голова, грудка и брюшко гладкие и блестящие. Проподеум округлый, без шипиков или зубцов на заднегрудке. Стебелёк между грудью и брюшком состоит из двух члеников: петиолюса и постпетиолюса (последний четко отделен от брюшка), жало развито.
Этот вид является одним из наиболее широко распространенных инвазивных видов на Сокотре из-за широкого диапазона приемлемых местообитаний. Было замечено, что он кормился на земле рядом с финиковой пальмой. Несколько образцов было собрано из опавших листьев, где почва была влажной и богатой фекалиями овец и коз. Еще одно гнездо найдено в сухой почве под полевичкой Eragrostis eragrostis (Злаки). Несколько рабочих добывали корм на песчаной влажной почве рядом с небольшим текущим ручьем. Было замечено, что многие рабочие кормятся на зелёных ветках растения и сосуществуют с инвазивным муравьём Tapinoma melanocephalum. Рабочие гнездовой серии кормились на камне рядом с растением Cochliasanthus caracalla (Бобовые). Другие гнездились в рыхлой сухой почве под камнем. Многие особи добывали пищу у основания ствола босвеллии Boswellia scacra (Бурзеровые). Другая серия гнёзд была обнаружена в сухой опавшей листве рядом с финиковой пальмой.
Места гнездования T. mayri в Омане разнообразны. Этот вид был собран путем просеивания влажного опавшего листа. Несколько рабочих были найдены в поисках пищи на земле рядом с деревом акации. Было замечено, что многие рабочие собирали пищу под гранатовым деревом. Серия гнёзд была собрана из-под камней, где почва была сухой и рыхлой. Часть рабочих собирали пищу под небольшой акацией и несли мертвую моль. Серия гнёзд была собрана из опавших листьев под финиковой пальмой, где почва была мягкой и сухой.

## Систематика
Вид Trichomyrmex mayri  был впервые описан в 1902 году по материалам из Индии под первоначальным названием Monomorium emeryi (Forel, 1902). В 1922 году таксон включён в состав подрода Parholcomyrmex рода Monomorium. В 1907—1987 годах рассматривался в качестве подвида в составе вида Monomorium gracillimum. Болтон (1987) восстановил видовой статус и включил таксон в состав видовой группы destructor, а в 2014 перенесён в род Trichomyrmex. Сходен с T. destructor, но у последнего голова и грудь желтоватые, контрастируя с тёмным брюшком, а у T. mayri всё тело одноцветное темно-коричневое.